# Никола Митро
Никола Митро (Нови Сад, 10. октобар 1994) српски је играч текбола.
Дипломирао је социологију на Филозофском факултету у Новом Саду. На Светским првенствима 2018. и 2019. освојио је три медаље за Црну Гору, а потом још три за Србију од 2021. године.
На Европским играма 2023. освојио је две сребрне медаље у категорији парова — једну са Мајом Умићевић и једну са Богданом Маројевићем.